# Chiesa di Santa Maria di Castello (Alessandria)
La chiesa di Santa Maria di Castello può essere considerata un simbolo della storia urbana di Alessandria; viene indicata, infatti, come luogo più antico della città in assenza del polo religioso per eccellenza: l'antica cattedrale di San Pietro del XII secolo demolita su ordine di Napoleone Bonaparte nel 1803.
La chiesa è situata nella omonima piazza e insieme costituiscono il cuore di Borgo Rovereto, antico quartiere del centro storico di Alessandria. Castrum Roboreti, o più semplicemtne Roboretum, così erano gli antichi nomi latini, già curtis regia nell'VIII secolo, fu uno degli otto insediamenti che contribuirono alla fondazione della città di Alessandria nella seconda metà del XII secolo.

## Storia

### Contesto

Planimetria stratigrafica delle tre chiese di Santa Maria di Castello di Alessandria succedutesi nei secoli

La costruzione della chiesa va posta in relazione con le dinamiche dell'insediamento e del popolamento del borgo Rovereto, sede di mercato, presso il ponte sul Tanaro, difeso dal castrum fortificato. A tal proposito ci viene in aiuto Girolamo Ghilini: «Vogliono similmente alcuni, che questo Castello fosse nel medesimo sito, dove à nostri giorni si vede il Convento con la Chiesa de' Canonici Regolari sotto il titolo di Santa Maria, che perciò fu chiamata del Castello». All'interno di questo primo nucleo e del suo polo religioso, si incrociano privilegi reali, pretese di gruppi nobiliari e diritti di diocesi vicine.
Riguardo al castello associato al nome della chiesa, non esiste nessuna documentazione iconografica attendibile, se non tarde immagini convenzionali con schematiche visioni di edificio "turrito". Nel periodo tra il X e l'XI secolo i "castelli" consistevano, per lo più, in rozze cerchie difensive ed è verosimile che la chiesa fosse parte integrante del tessuto fortificato da terrapieni e palizzate.

### VIII - IX secolo
In occasione degli interventi di restauro effettuati nel 1887 e di scavi archeologici avvenuti nel biennio 1970-1971 sono state rinvenute tracce di un edificio preromanico ad aula absidata ascrivibile al periodo tra l'VIII e il IX secolo. La scoperta conforterebbe il legame storico con l'antico insediamento di Rovereto, documentato sin dall'VIII secolo e ricordato come curia regis già nel tardo IX secolo.
A partire dall'ultimo decennio del XX secolo è possibile apprezzare gli scavi accedendo ai sotterranei della chiesa.

### X - XII secolo

#### Donatio Oddonis Canefri aliquorum pradiorum Basilicæ S. Mariæ Roboreti
La fase costruttiva romanica, preesistente all'attuale, iniziò nell'XI e terminò nel XII secolo con la realizzazione del transetto. Questo fu possibile grazie a donazioni di famiglie alessandrine tra le quali emerge quella di Oddonis Canefri, figlio del conte Oberto, il quale con istrumento del 14 aprile 1107, rogato da Ottone, notaio in loco Gamundensis apud Burmia, donava pro anima sua, tutte le sue sostanze, tanto mobili che immobili, alla chiesa di Santa Maria di Rovereto (di Castello).

#### Mortariensi
I religiosi che in una prima fase officiarono a Santa Maria, furono i Canonici regolari di Santa Croce di Mortara. La Mortariensis Ecclesia è stata una congregazione di canonici regolari, nata presso la chiesa di Santa Croce di Mortara; i suoi canonici sono anche detti mortariensi, e vivevano osservando la regola di sant'Agostino. La canonica mortariense è sorta nel 1083 e si unì nel 1449 a quella lateranense. Non è dato sapere il periodo esatto in cui i mortariensi giunsero a Rovereto, probabilmente avvenne sotto il papato di Urbano III, momento florido di sviluppo sui territori durante il quale ottenendo molte prepositure e priorati.

### XV - XVIII secolo
Al termine di una fase di decadenza, sia per l'ordine mortariense che per le strutture edificate, si registrò un periodo di rinascita intorno al XV secolo: nel 1474 i Canonici regolari della Congregazione del Santissimo Salvatore lateranense, detti semplicemente canonici lateranensi (anticamente rocchettini), incorporarono i Canonici di Mortara; e alcune famiglie emergenti di borgo Rovereto - i Bianchi, i Dal Pozzo, i Pannizzoni e gli Inviaziati - diedero vita alla fase più fiorente della storia della chiesa sotto un profilo architettonico ed artistico.
È, dunque, a questo periodo che la chiesa risale così come si presenta alle soglie del XXI secolo, pur fondendo nella sua struttura stili di epoche diverse, come quello tardo - romanico della costruzione con il portale rinascimentale e, al suo interno, diverse opere di epoche successive come il crocifisso, l'altare, il fonte battesimale e la sagrestia.
La chiesa, elevata nel 1629 alla dignità di abbazia, divenne in seguito parrocchia affidata al clero secolare.

### XIX secolo
Nel 1805, durante l'occupazione francese, Il convento fu trasformato in magazzino militare.

## Descrizione

Planimetria attuale della chiesa.

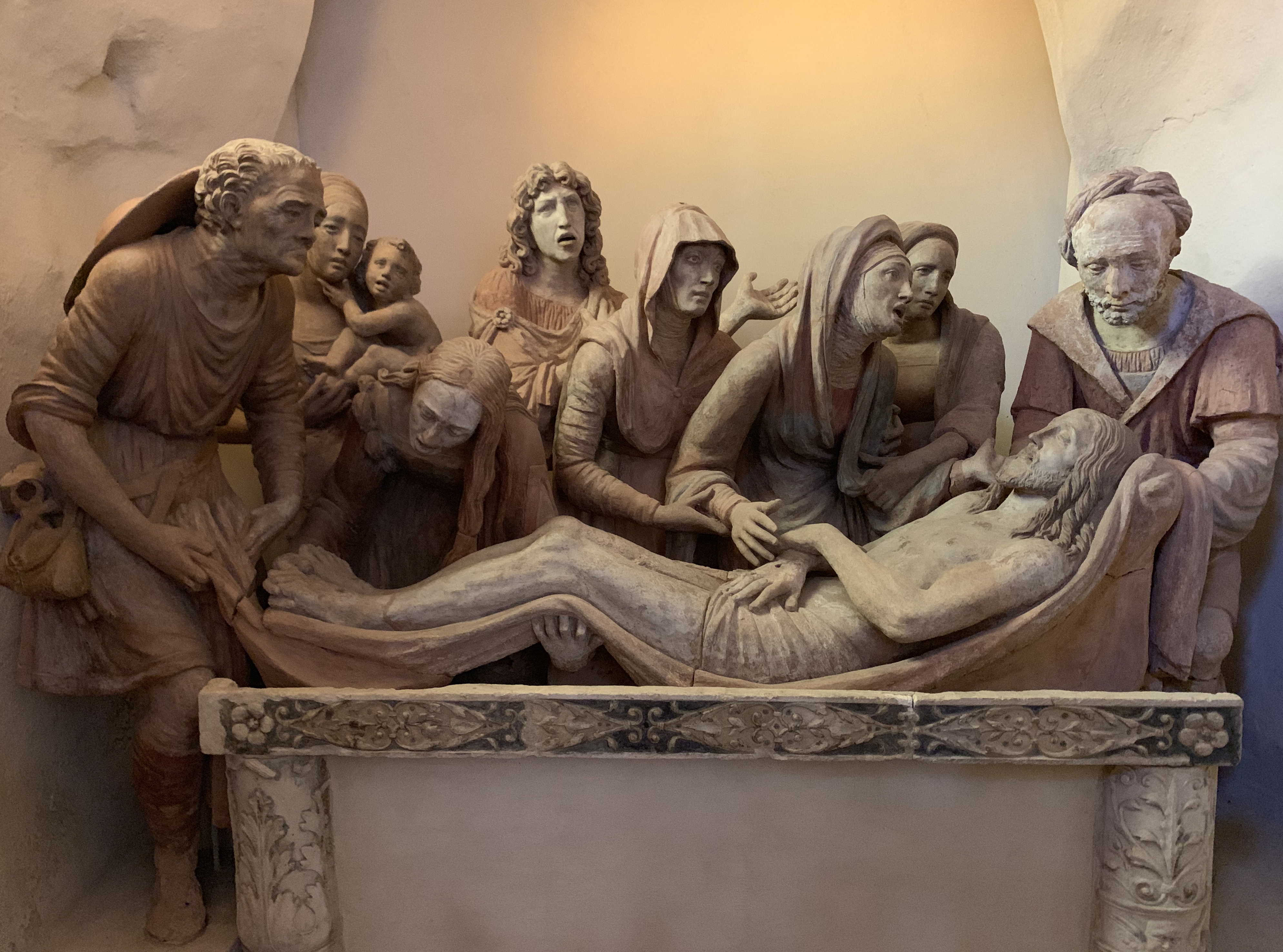
Plastificatore lombardo, Cristo deposto dalla croce, gruppo in terracotta policroma, 1530 ca.

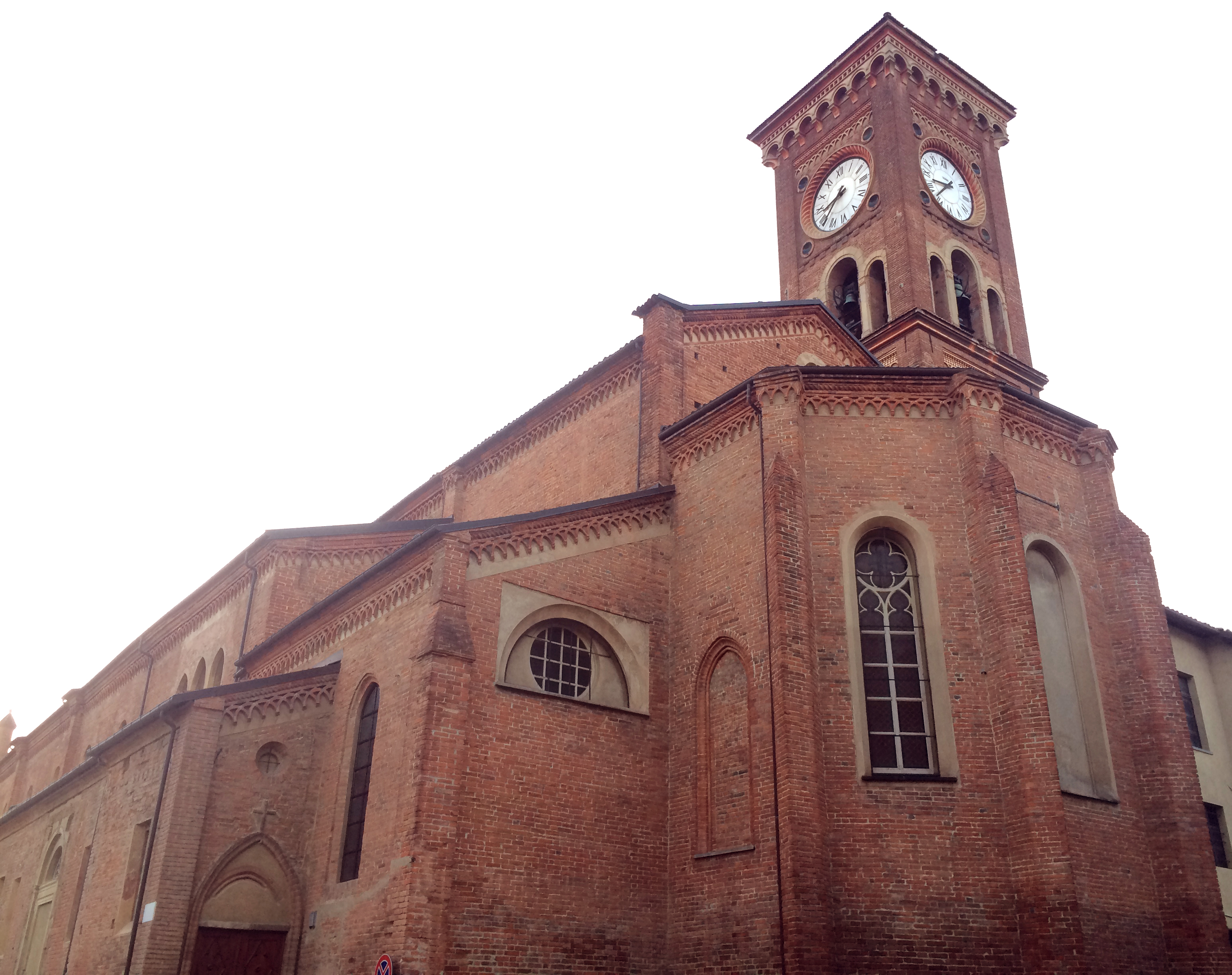
Abside e campanile, particolare

L'edificio presenta uno stile romanico-gotico e un portale rinascimentale. L'interno è composto da tre navate con copertura di volte a crociera. La chiesa conserva una scultura cinquecentesca rappresentante la Deposizione, realizzata in terracotta policroma, una tela della seconda metà del XVI secolo raffigurante Cristo deposto dagli angeli di Luca Cambiaso, sono inoltre presenti un coro seicentesco in legno e una lapide trecentesca appartenente a Federico Dal Pozzo. Le vetrate sono del maestro d'arte vetraria Luigi Costa di Alessandria.
Molto importante anche il convento adiacente affidato prima ai padri somaschi e successivamente alle Suore di Carità. Nel Risorgimento italiano fu utilizzato come caserma e come reparto ospedaliero durante le epidemie in cui venivano isolati malati contagiosi. Di proprietà del Demanio a partire dal 1866 fu destinato in parte ad accogliere magazzini, prigioni e corpi di guardia. Durante la prima guerra mondiale fu utilizzato insieme a parte della chiesa come deposito di generi di monopolio.
Successivamente alla fine della grande guerra il convento diventò sede dell'istituto Nazionale Orfani di Guerra e successivamente, affidato alle Suore Salesiane, ospitò una scuola.
Notevoli sono stati i lavori di restauro e consolidamento statico nell'ultima parte del XX e gli inizi del XXI secolo. I lavori si sono completati quando, a partire dal 2012, la piazza antistante la chiesa è stata oggetto di opere di riqualificazione urbana.

### Esplicative
1. ↑  Bolla pontificia di papa Niccolò V.

### Bibliografiche
1. ↑  Codex Statutorum, p. 439.
2. ↑  Annali di Alessandria, p. 2-1168/1.
3. ↑  Annali di Alessandria, tratt. 21, p. 339.
4. ↑  Monumenta Aquensia, pars II, p. 2.
5. ↑  Historia Tripartita, vol. II, cap. XLVI, p. 457.
6. ↑  Giuseppe Antonio Chenna, vol. III, p. 138.
7. ↑  Annuario Pontificio, p. 1395.
8. ↑  Historia Tripartita, vol. III, cap. XXXII, p. 715 e segg.